# Cesarina Ricci de Tingoli
Cesarina Ricci de Tingoli   (Cingoli, 1573 (Gregorià) - segle XVII) fou una compositora italiana.

## Biografia
Estava emparentada amb la família del cardenal Giovanni Ricci (1497-1574) per naixement i amb la noble família Tingoli per matrimoni. La seva única publicació coneguda és Il Primo libro de madrigali a cinque voci, con un dialogo a otto novamente composti et dati in luce (Venècia, 1597). Aquesta publicació ha arribat fins als nostres dies en dos volums i un manuscrit de tabulatura. No s'han conservat els llibrets del cantus i del quintus. El primer llibre conté 14 madrigals de cinc parts i un diàleg a vuit veus de Ricci i dos madrigals d'Alberto Ghirlinzoni, un compositor conegut només per aquesta publicació. Els textos són de Torquato Tasso, Giovanni Battista Guarini i Antonio Ongaro, tots associats a l'acadèmia del cardenal Cinzio Aldobrandini, a qui també està dedicada la publicació.
Ruggiero Giovannelli podria haver estat el mestre de Cesarina Ricci.